# 1811 (numero)
Milleottocentoundici (1811) è il numero naturale dopo il 1810 e prima del 1812.

## Proprietà matematiche
- È un numero dispari.
- È un numero primo.
  - È un numero primo di Sophie Germain.
- È un numero omirp.
- È un numero difettivo.
- È un numero nontotiente in quanto dispari e diverso da 1.
- È un numero intero privo di quadrati.
- È un numero malvagio.
- È parte della terna pitagorica (1811, 1639860, 1639861).

## Astronomia
- 1811 Bruwer è un asteroide della fascia principale del sistema solare

## Astronautica
- Cosmos 1811 è un satellite artificiale russo.